# Леруа, Жан-Клод
Жан-Клод Леруа  (фр. Jean-Claude Leroy) — французский политик, бывший сенатор и депутат Национального собрания Франции, президент Совета департамента Па-де-Кале, член Социалистической партии Франции.

## Биография
Родился 3 июня 1952 г. в Вавран-сюр-л'Аа (департамент Па-де-Кале). В марте 2000 года впервые избран депутатом Национального собрания Франции по 3-му избирательному округу департамента Па-де-Кале, после этого ещё дважды переизбирался депутатом.
В сентябре 2011 года в составе списка социалистов избран в Сенат, после чего сдал мандат депутата Национального собрания.
В марте 2015 года Жан-Клод Леруа в паре с Бландин Дрен победил на выборах в Совет департамента Па-де-Кале от кантона Лёмбр. 
На выборах в Сенат 24 сентября 2017 года был третьим в списке социалистов. Список получил два места в Сенате, и Леруа лишился своего мандата сенатора. Но спустя полтора месяца лидер победившего списка социалистов Мишель Дагбер подал в отставку с поста президента Совета департамента Па-де-Кале, предпочтя работу в Сенате, и 13 ноября 2017 года Жан-Клод Леруа был избран новым президентом Совета департамента.

## Занимаемые выборные должности
14.06.1981 - 19.03.1989 — вице-мэр Лэмбра 

25.09.1988 - 19.03.1994 — член генерального совета департамента Па-де-Кале 

20.03.1989 - 18.03.2001 — мэр Лэмбра 

20.03.1994 - 21.03.2015 — вице-президент генерального совета департамента Па-де-Кале 

20.03.2000 - 30.09.2011 — депутат Национального собрания Франции от 3-го избирательного округа департамента Па-де-Кале 

19.03.2001 - 04.07.2002 — вице-мэр Лэмбра 

01.10.2011 - 01.10.2017 — сенатор Франции от департамента Па-де-Кале 

с 29.03.2015 — член Совета департамента Па-де-Кале от кантона Лёмбр 

с 13.11.2017 — президент Совета департамента Па-де-Кале 